# Igreja uniata na Comunidade Polaco-Lituana
A Igreja uniata na Comunidade Polaco-Lituana (em polonês/polaco:  Kościół unicki w I Rzeczypospolitej, em bielorrusso:  Уніяцкая Царква ў Рэчы Паспалітай, transl. Unijackaja Carkva ŭ Rečy Paspalitaj) também conhecida como Igreja uniata rutena (em latim: Ecclesia Ruthena unita) ou Igreja uniata russa (em russo:  Русская униатская церковь, transl. Russkaya uniatskaya tserkov', em ucraniano:  Руська унійна церква, transl. Rusʹka uniyna tserkva, em bielorrusso:  Руская Уніяцкая Царква, transl. Ruskaja Unijackaja Carkva, em polonês/polaco:  Ruski Kościół Unicki) foi uma Igreja particular da Igreja Católica Romana no território da Comunidade polonesa-lituana. Foi criada em 1595/1596 pelo clero da Igreja Ortodoxa que subscreveu a União de Brest. No processo, eles trocaram suas lealdades e jurisdição do Patriarcado de Constantinopla à Santa Sé. Tinha um único território metropolitano — a Metrópole de Kiev, Galícia e Toda a Rússia. A formação da Igreja levou a um alto grau de confronto entre os rutenos, como o assassinato do hierarca Josafá Kuntseviche em 1623. Os oponentes da união chamavam os membros da Igreja de "Uniatas", embora os documentos católicos não usem mais o termo devido à sua percepção negativa. Em 1620, esses dissidentes ergueram sua própria metrópole, a "Metrópole de Kiev, Galícia e Toda a Rússia".
Seu desenvolvimento foi interrompido ou significativamente alterado pelas partições da Comunidade Polaco-Lituana, com seu principal território canônico ficando sob o domínio dos impérios russo e austríaco.
Suas sucessoras diretas na atualidade são: Igrejas Greco-Católicas Ucraniana e Bielorrussa, bem como a Igreja Greco-Católica Russa indiretamente, formada nos tempos modernos e não ascendendo diretamente à União de Brest (1596). A Igreja Greco-Católica Rutena remonta não à União de Brest, mas à União de Uzhgorod (1648), junto com as Igrejas Húngara e Eslovaca.
O eslavônico e o russo ocidental eram usados na liturgia.

## Antecedentes
Em 988, o príncipe Vladimir Sviatoslaviche introduziu o Cristianismo em seu Rito grego como a religião estatal da Rússia. A Igreja de Kiev herdou as tradições do Oriente bizantino e fez parte do Patriarcado de Constantinopla. O metropolita Isidoro de Kiev foi um dos signatários da União de Florença em julho de 1439. O Grão-Ducado de Moscou recusou-se a reconhecer a União de Florença e se separou da metrópole de Kiev, elegendo seu próprio metropolita, Jonas, em 1448 e formando uma metrópole separada com um centro em Moscou.

## História

Denominações religiosas na Commonwealth em 1573

A Igreja uniata no território da Comunidade Polaco-Lituana foi formada após a conclusão da União de Brest em 1596. A maioria dos bispos da metrópole de Kiev, liderados pelo metropolita Miguel Rogoza, apoiou a União de Brest, como resultado do qual a metrópole foi subordinada ao Papa de Roma e conseguiu manter todas as suas dioceses em sua composição. Ao mesmo tempo, os opositores da união mantiveram a organização da Igreja Ortodoxa, o que levou à existência paralela de duas metrópoles de Kiev: a greco-católica e a ortodoxa. Protestos contra a conversão dos templos e mosteiros ortodoxos em uniatas foram expressos sob a forma de polêmicas literárias, debates em Sejm, irmandades ortodoxas e revoltas públicas, entre os quais se destacam Mogilev em 1618 e Vitebsk em 1623. A Igreja uniata, por sua vez, a fim de aumentar sua influência entre a população, criou seu próprio sistema de instituições educacionais e fraternidades eclesiásticas, e esteve ativamente envolvida em polêmicas literárias e na publicação de livros.
Já em 1601 em Vilna, o metropolita de Kiev, Galícia e Toda a Rússia, Ipácio Potsei, fundou, no mosteiro da Trindade, o primeiro seminário espiritual da Igreja uniata russa.
Em geral, a Igreja uniata tinha apoio estatal, embora fosse considerada de segunda categoria, como evidenciado, em particular, pelo fato de que as maiores dos hierarcas greco-católicos não estavam incluídos no Senado da Comunidade Polaco-Lituana.
Gradualmente, a autoridade da Igreja uniata cresceu, o que foi facilitado pela criação da Ordem Basiliana, bem como a conversão ao greco-catolicismo de Melécio Smotrytski, arcebispo de Polotsk, Vitebsk e Mstislav. A partir da década de 1630, a pequena nobreza começou a se inclinar para o uniatismo. Na década de 1630, o metropolita José Rutski tentou criar um patriarcado uniata-ortodoxo de Kiev, mas o projeto não teve sucesso. Apesar dos esforços para difundir a união, em 1647 havia cerca de 4 mil uniatas e mais de 13,5 mil paróquias ortodoxas na Comunidade Polaco-Lituana.
A consagração em 1620 pelo patriarca Teófano III de Jerusalém de uma nova hierarquia ortodoxa na Comunidade Polaco-Lituana (antes disso, os bispos ortodoxos não foram autorizados a presidir as cátedras pelo rei Sigismundo III), a divisão das instituições religiosas entre ortodoxos e uniatas, pela Carta de Vladislav IV em 1635, confirmou a divisão em duas metrópoles legais de Kiev (uniata e ortodoxa) e consolidou a divisão da sociedade da Rússia Ocidental (bielorrusso-ucraniano). Tentativas de reconciliá-las foram feitas nos Concílios de 1629 em Kiev e 1680 em Lublin, convocados por iniciativa da hierarquia uniata, mas foram ignorados pelos ortodoxos. Na década de 1630, o metropolita José Rutski elaborou um projeto para criar um patriarcado com base na metrópole de Kiev, comum às Igrejas ortodoxa e uniata, que interessou oponentes ortodoxos, incluindo Pedro Mohila. Mas esta ideia não encontrou o apoio do Papado, do Governo da Comunidade Polaco-Lituana e não foi compreendida pela população ortodoxa.
Durante a guerra entre a Comunidade Polaco-Lituana e a Rússia em 1654-1667, a união foi proibida nos territórios ocupados pelas tropas russas. Após a Trégua de Andrusovo de 1667, os círculos dominantes da Comunidade Polaco-Lituana aumentaram drasticamente seu apoio à união. Em uma extensão ainda maior, o crescimento de sua atratividade aos olhos da pequena nobreza foi facilitado pela subordinação da metrópole ortodoxa de Kiev ao Patriarcado de Moscou em 1688, o que significou a perda da independência da Igreja Ortodoxa da Comunidade Polaco-Lituana e sua completa subordinação aos interesses da Rússia, o inimigo na guerra recente. Especialmente o apoio à Igreja uniata e, ao mesmo tempo, a pressão do poder central sobre a Igreja Ortodoxa aumentou durante o reinado de João Sobieski. Em 1692 a união foi adotada pela diocese de Przemisl, em 1700, Lvov, em 1702, Lutsk. Ao mesmo tempo, a população uniata da Comunidade Polaco-Lituana superou a ortodoxa. A propagação da união foi tão perceptível que no último quarto do século XVII no Reino Russo havia uma opinião de que na Pequena Rússia "não eram todos uniatas - raros permaneceram na Ortodoxia".
No século XVIII, iniciou-se uma latinização gradual da Igreja uniata, expressa na adoção do Rito latino, que contradizia os termos do Concílio de Brest de 1569. Os promotores da romanização foram os basilianos, que vieram principalmente de famílias polaco-católicas. De particular importância foi a Concílio de Zamoyski realizado em 1720, que decidiu unificar o culto adotando livros litúrgicos aprovados pelo papado e recusando o uso de publicações não católicas. Depois de 1720, havia duas correntes no uniatismo: os defensores da primeira procuraram emprestar tradições católicas romanas, a segunda, para preservar suas próprias tradições ortodoxas russas ocidentais e a pureza do rito.
De 1729 (oficialmente de 1746) a 1795, a cidade de Radomishl foi a residência dos metropolitas uniatas. Em 5 de março de 1729, o nomeado e administrador da metrópole uniata de Kiev, bispo Atanásio Sheptytski, que mais tarde, no mesmo ano, se torna metropolita, tomou posse de Radomyshl.
Em 1791, no território do Grão-Ducado da Lituânia, os uniatas representavam 39% da população, e no território da moderna Bielorrússia - 75% (nas áreas rurais - mais de 80%).
A maioria dos seguidores da Igreja uniata eram camponeses. Além disso, parte das pessoas da cidade e da pequena nobreza eram uniatas.
Após as divisões da Comunidade Polaco-Lituana, quando a maior parte do território das dioceses da Igreja uniata se tornou parte do Império Russo, alguns dos greco-católicos se juntaram à Igreja Ortodoxa Russa e alguns permaneceram subordinados a Roma.
A direção geral da política de todos os imperadores russos era inflexível. Os paroquianos da Igreja greco-católica russa eram vistos como ortodoxos, que, sob pressão, aceitavam a jurisdição do papa e que, sob qualquer pretexto, tendiam a violar essa jurisdição. Já durante o reinado de Catarina II, a conversão dos greco-católicos à Ortodoxia foi generalizada nas terras da Lituânia e da Bielorrússia. Em 1787, Catarina II decretou que apenas as gráficas subordinadas ao Sínodo poderiam imprimir livros espirituais no Império Russo, e as atividades das gráficas greco-católicas cessaram. Em 1794, o bispo ortodoxo Vitor Sadkovski enviou apelos pedindo aos uniatas que se convertessem "à fé correta", que eram lidos nas cidades e aldeias como atos do Estado. Se havia quem quisesse se converter à Ortodoxia, as autoridades anotavam-nos em livros, pagavam-lhes uma quantia em dinheiro e mandavam um padre com um destacamento de soldados que confiscava o templo dos greco-católicos e a entregava aos ortodoxos, enquanto os padres greco-católicos foram expulsos junto com suas famílias. Foi prescrito para abolir as paróquias greco-católicas se menos de 100 famílias fossem designadas a elas, mas se eles quisessem se converter à Ortodoxia, eles poderiam existir. As dioceses greco-católicas, com exceção de Polotsk, foram abolidas e os bispos foram enviados para a aposentadoria ou para o exterior.
Após a morte de Teodósio de Rostotski (1805), em 24 de fevereiro de 1807, o Papa Pio VII assinou a bula "In universalis Ecclesiae regimine", segundo a qual a Metrópole Greco-Católica da Galícia foi proclamada como sucessora da metrópole uniata de Kiev.
Após uma pausa (durante os reinados dos Imperadores Paulo I e Alexandre I), a luta contra a união foi continuada pelo Imperador Nicolau I. A liquidação administrativa da Igreja uniata foi precedida por uma campanha para aproximar os ritos uniatas dos ortodoxos, liderados pelo bispo José Semashko da Lituânia. Em 1839, em um concílio em Polotsk, as decisões do Concílio de Brest foram anuladas: 1.607 paróquias uniatas e mais de 1.600.000 pessoas ficaram sob a jurisdição da Igreja Ortodoxa Russa. A diocese de Kholm permaneceu a única diocese uniata no Império Russo, que foi convertida a Ortodoxia em 1875.

## Estrutura

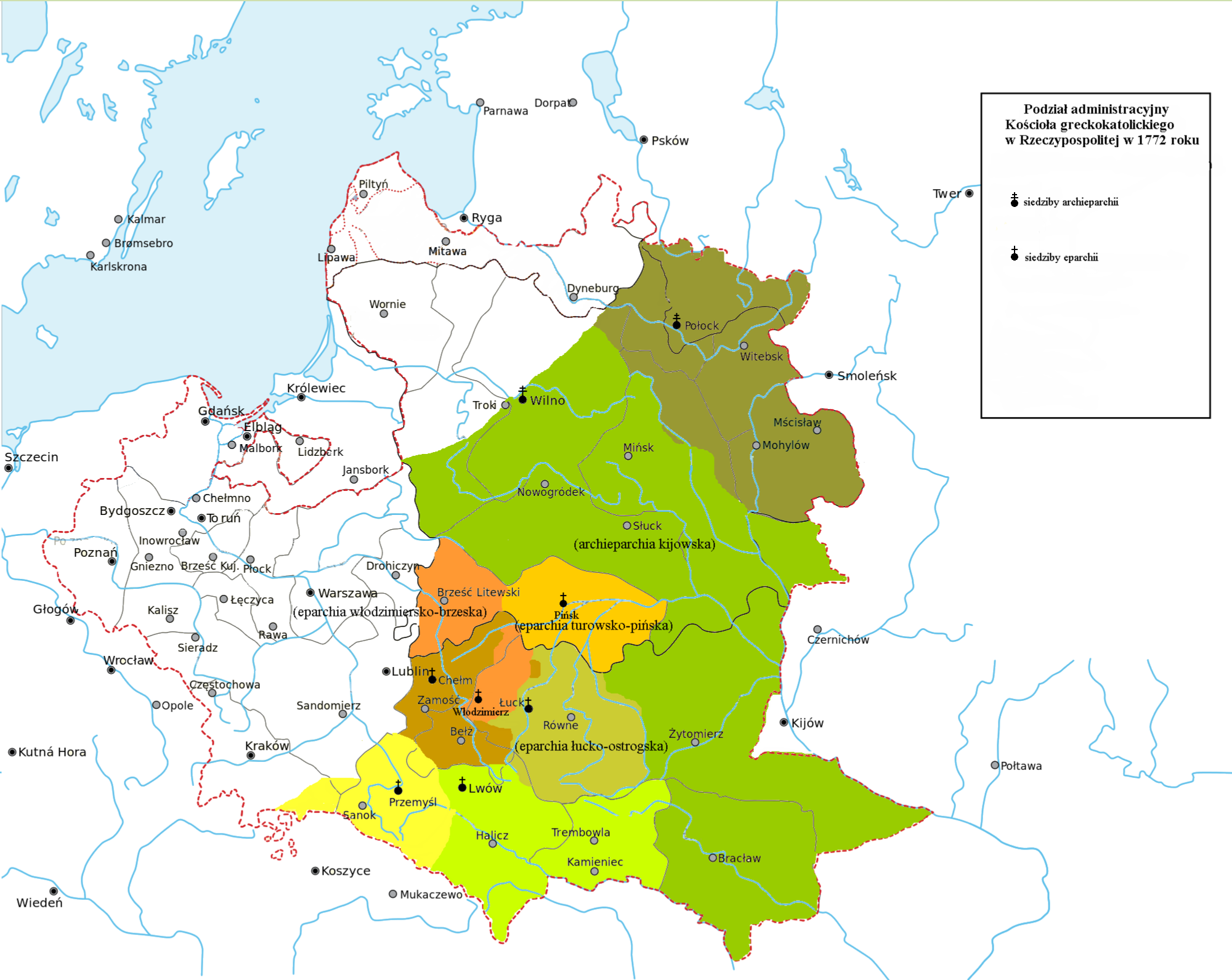
Divisão administrativa da Igreja greco-católica em 1772 (antes da partição da Comunidade Polaco-Lituana)

Após a União de Brest em 1596, as arquidioceses de Kiev, Polatsk e as dioceses de Pinsk, Lutsk, Vladimir e Chelm tornaram-se uniatas. A união não foi aceita pelas dioceses de Lvov e Przemisl. Após a morte do bispo Cirilo Terletskiem 1607, a diocese de Lutsk retirou-se gradualmente da união, retornando a ela em 1702 com o bispo Dionísio Zhabokritski. Após a captura de Smolensk pelas tropas polonesas em 1616, o rei nomeou Lev Krevza em 1625 para arcebispo de Smolensk, fundando assim a arquidiocese uniata de Smolensk. Em 1691, a diocese de Przemisl, com o bispo Inocêncio de Vinnitsa, e em 1700 a diocese de Lviv,  com o bispo José Shumlianski, juntaram-se à metrópole uniata de Kiev.

### Antes das partições da Polônia
Na época das negociações para a união, havia oito bispados rutenos na Comunidade Mais tarde, a arqueparquia de Smolensk foi erigida. 
- Arquidiocese de Kiev;
- Arquidiocese de Polotsk;
- Arquidiocese de Smolensk;
- Diocese de Pinsk e Turov;
- Diocese de Lutsk e Ostrog;
- Diocese de Vladimir e Brest;
- Diocese de Chelm;
- Diocese de Lviv;
- Diocese de Przemisl.

Na época das divisões da Comunidade Polaco-Lituana, a Igreja uniata russa tinha 9.300 paróquias, 10.300 padres e 4,5 milhões de paroquianos (enquanto toda a população da Comunidade Polaco-Lituana era de 12,3 milhões de pessoas). Além disso, a Igreja uniata possuía 172 mosteiros com 1458 monges.

### Depois das Partições da Polônia
Após as partições, seus Estados sucessores trataram a Igreja uniata de forma diferente.

#### Império Russo
No território anexado pelo Império Russo, a Igreja foi efetivamente dissolvida após o Sínodo de Polotsk de 1839. A maioria das eparquias se converteram à Igreja Ortodoxa Russa. 
- Arquieparquia de Polotsk - Metrópole de todos os católicos bizantinos na Rússia;
- Eparquia de Brest;
- Eparquia de Lutsk;
- Eparquia da Lituânia.

#### Congresso da Polônia
No território do Congresso da Polônia, a eparquia de Chełm-Belz foi unida à Igreja Ortodoxa em 1875.
- Eparquia de Chełm-Belz.

#### Reino da Prússia
No território anexado pelo Reino da Prússia, a eparquia de Supraśl operou de 1798 a 1809. Após os Tratados de Tilsit, o território foi anexado pelo Império Russo. Como resultado, a Igreja foi efetivamente dissolvida e reunida à eparquia de Brest, o território foi posteriormente convertido à Igreja Ortodoxa Russa em 1839.
- Eparquia de Supraśl.

#### Império Austríaco
No território anexado pelo Império Austríaco (Reino da Galícia e Lodoméria), a Igreja continuou a operar como uma Igreja Católica Grega.
- Arquieparquia de Lviv - Metrópole da Galícia;
- Eparquia de Chełm;
- Eparquia de Przemiśl e Sambir.

Uma situação semelhante continuou na Segunda República Polonesa de 1918 a 1939. Suprimida na União Soviética a partir de 1946, a Igreja uniata rutena sobreviveu para se tornar o núcleo da Igreja Católica Grega Ucraniana a partir de 1989.

## Primazes
- Miguel Rogoza (1596-1599);
- Ipácio Potei (1959-1613);
- José Rutski (1614-1637);
- Rafael Korsak (1637-1642);
- Antônio Seliava (1642-1655);
- Gabriel Kolenda (1655-1674);
- Cipriano Zhokhovski (1674-1693);
- Lev Slubich-Zalenski (1694-1708);
- Iuri Vinnitski (1708-1713);
- Leão Kishka (1714-1728);
- Atanásio Sheptytski (1729-1746);
- Floriano Grebnitski (1748-1762);
- Filipe Volodkovitche (1762-1778);
- Lev Sheptytski (1778-1179);
- Jasão Smogorzhevski (17780-1788);
- Teodósio Rostotski (1788-1805);
- Heráclio Lisovski (1806-1809);

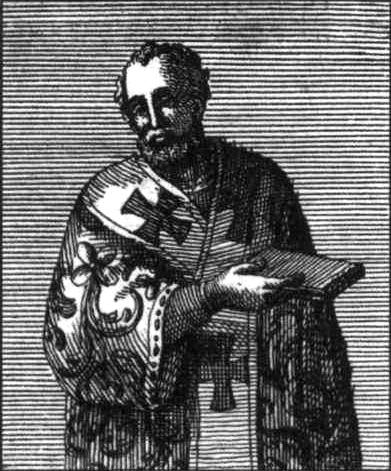
Miguel Rogoza, metropolita de Kiev, Galícia e Toda a Rússia

- Gregório Kokhanoviche (1809-1814);
- Josafá Bulgak (1817-1838).

Os subsequentes, colocados desde julho de 1806 pelo Governo russo em tal dignidade - Heráclio Lisovski, Gregório Kokhanovich, Josafá Bulgak - o trono papal considerou apenas como administradores.
Em 24 de fevereiro de 1807, o Papa Pio VII assinou a bula "In universalis Ecclesiae regimine", segundo a qual foi proclamada a Metrópole Greco-Católica da Galícia e aprovado o candidato ao cargo de metropolita, como sucessora da metrópole Greco-Católica de Kiev.